# Luftwaffe (Wehrmacht)

Prapor „Regimentu Göring“ s modifikovanou nacistickou orlicí, která byla znakem Luftwaffe v letech 1933–1945

Luftwaffe (z německého Luft – vzduch a Waffe – zbraň) je název německého válečného letectva, letecké odnože kombinovaných německých vojenských sil známých jako Wehrmacht během druhé světové války. Byla založena v roce 1935 a jeho duchovním otcem a architektem byl Hermann Göring. Německá vojenská letecká složka z první světové války, Luftstreitkräfte a námořní letectvo Marine-Fliegerabteilung, byly rozpuštěny v květnu 1920 v důsledku podmínek Versailleské smlouvy, která stanovila, že bylo Německu zakázáno mít letectvo.
V meziválečném období byl výcvik německých pilotů tajně prováděn v rozporu se smlouvou na letecké základně Lipeck v Sovětském svazu. S vzestupem nacistické strany a odmítnutím Versailleské smlouvy byla dne 26. února 1935 veřejně oznámena existence Luftwaffe, tedy dva týdny před otevřeným odporem proti versailleské smlouvě prostřednictvím německého opětovného vyzbrojování a zavedením branné povinnosti 16. března 1935. Legie Condor, jednotka Luftwaffe vyslaná na pomoc nacionalistickým silám během španělské občanské války, poskytla cenný zkušební prostor pro nové taktiky, výzbroj a letadla. Částečně v důsledku této bojové zkušenosti se Luftwaffe na začátku druhé světové války v roce 1939 stala jednou z nejsofistikovanějších, technologicky nejvyspělejších a bojově zkušených leteckých sil na světě. V létě 1939 měla Luftwaffe osmadvacet křídel (Geschwader). Luftwaffe měla také na starosti výsadkové jednotky (Fallschirmjäger).
Luftwaffe se osvědčila v německých vítězstvích napříč Polskem a západní Evropou v letech 1939 a 1940. Během bitvy o Británii se však navzdory vážným škodám na infrastruktuře RAF a během následného blitzu, kdy bylo zničeno mnoho britských měst, německému letectvu nepodařilo obleženou Británii podrobit. Od roku 1942 spojenecké bombardování postupně ničilo stíhací rameno Luftwaffe. Od konce roku 1942 začala Luftwaffe používat nadbytečný pozemní, podpůrný a další personál k navýšení polních divizí. Kromě nasazení na Západě sloužila Luftwaffe v Sovětském svazu, severní Africe a jižní Evropě. Přes opožděné nasazení pokročilých letounů s proudovým a raketovým pohonem k ničení spojeneckých bombardérů čelila Luftwaffe s nedostatkem vycvičených pilotů a leteckého paliva velkému počtu spojeneckých sil s lepší taktikou. V lednu 1945 během závěrečných fází bitvy v Ardenách vynaložila Luftwaffe poslední velké úsilí k získání letecké převahy, ale setkala se s neúspěchem. Po prudkém poklesu dodávek ropy, oleje a maziv po této kampani a jako součást všech kombinovaných vojenských sil Wehrmachtu přestala být Luftwaffe účinnou bojovou silou.
Po porážce Německa byla Luftwaffe v roce 1946 rozpuštěna. Z doby druhé světové války si němečtí piloti nárokují zhruba 70 000 leteckých vítězství, zatímco více než 75 000 letadel Luftwaffe bylo zničeno nebo výrazně poškozeno. Z toho bylo téměř 40 000 zcela ztraceno. Luftwaffe měla za svou historii pouze dva vrchní velitele: Hermanna Göringa a později během posledních dvou týdnů války maršála Roberta von Greima.
Luftwaffe se ve velkém podílela na nacistických válečných zločinech. Koncem války pocházelo významné procento výroby letadel z koncentračních táborů. Letecký průmysl zaměstnával tisíce vězňů. Poptávka po práci pro Luftwaffe byla jedním z faktorů, které vedly k deportaci a vraždě tisíců maďarských Židů v roce 1944. Oberkommando der Luftwaffe organizovalo nacistické pokusy na lidech a pozemní vojska Luftwaffe spáchala masakry v Itálii, Řecku a Polsku.

## Meziválečné období

### 1918–1933

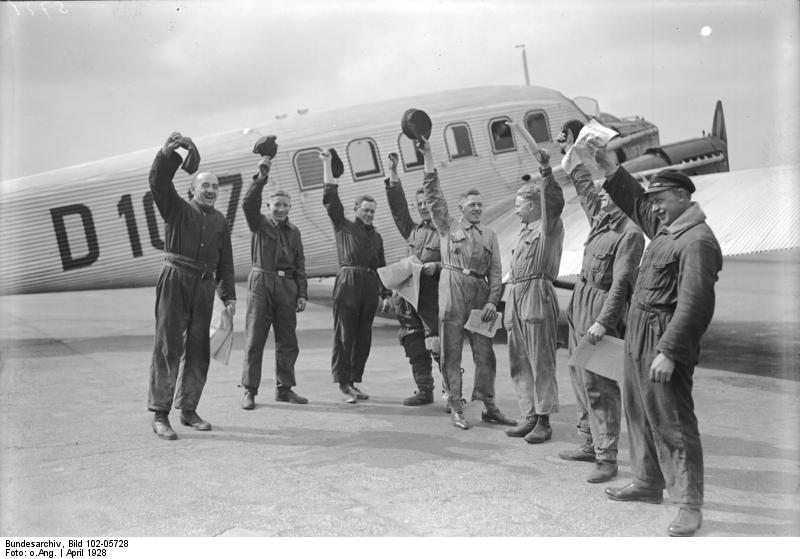
Personál budoucí Luftwaffe v Lufthanse (1928)

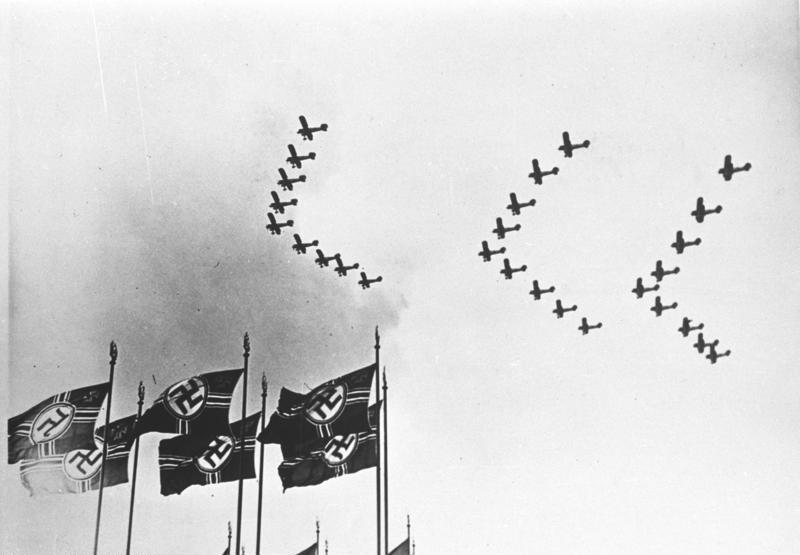
Přehlídka Luftwaffe, 1937

Ozbrojeným silám Německa bylo po 1. světové válce zcela zakázáno vlastnictví letounů. Celkem Spojenci zlikvidovali 15 714 letounů. Ve Versailleské smlouvě se Německu odepíralo také ponorkové námořnictvo a tanky. Po válce generál Hans von Seeckt do skromné armády 100 000 mužů zahrnul také 180 nejlepších pilotů bývalých leteckých sil. Tím na nějaký čas zakonzervoval „tvrdé jádro“, které se posléze stalo páteří nové Luftwaffe. Mezi tyto piloty patřil např. Ernst Udet, který bude v Luftwaffe zastávat nejvyšší funkce. Již roku 1926 byly zahájeny práce na konstrukci středních bombardérů a výcviku posádek, vše samozřejmě pod přísným utajením. Část leteckého průmyslu se i přes všechna příkoří zachovala a to pro civilní letectví.
Tamtéž sloužila i část budoucích pilotů Luftwaffe, která již nezažila boje 1. světové války (např. Adolf Galland). Civilní letectví velmi prosperovalo, například v roce 1927 předčila Luft Hansa počtem přepravených osob anglické, francouzské a italské letectvo dohromady. To byla také velká zásluha ředitele Erharda Milcha, který se posléze stal jednou z vůdčích osobností Luftwaffe a měl na ní nenahraditelný vliv. V Luft Hanse se také vyvíjely plány na „rychlé dopravní a poštovní letouny,“ což byly Junkers Ju 86 a Heinkel He 111, bombardéry středního typu, a to již před nástupem NSDAP k moci. Vojenský letecký výcvik se pro piloty budoucí Luftwaffe prováděl na kluzácích, které nebyly Versailleskou smlouvou zakázány, nebo v Sovětském svazu, který tajné posilování německé armády podporoval (tajné výcvikové středisko Lipeck – asi 400 km na jihovýchod od Moskvy). Dalším státem, který neoficiálně podporoval formování Luftwaffe byla fašistická Itálie. Budoucí velitel Luftwaffe Hermann Göring, který krom jiného plnil neoficiální roli Hitlerova emisara při svých návštěvách v Itálii (kde oficiálně nakupoval umělecká díla) se zde seznámil s velitelem Regia Aeronautica Italo Balbem (mezi těmito budoucími "kolegy" posléze vznikl přátelský vztah, který nenarušil ani Balbův odchod do Libye).
Výsledkem společných úvah byl plán výcviku 150 německých pilotů na italských leteckých základnách. Ačkoliv ministři zahraničí obou zemí a sám Benito Mussolini projevili obavy z prozrazení, přesto se podařilo během července 1933 až prosince 1934 plán uskutečnit.

### 1933–1939

Vlajka německého spolku leteckých sportů (DLV)

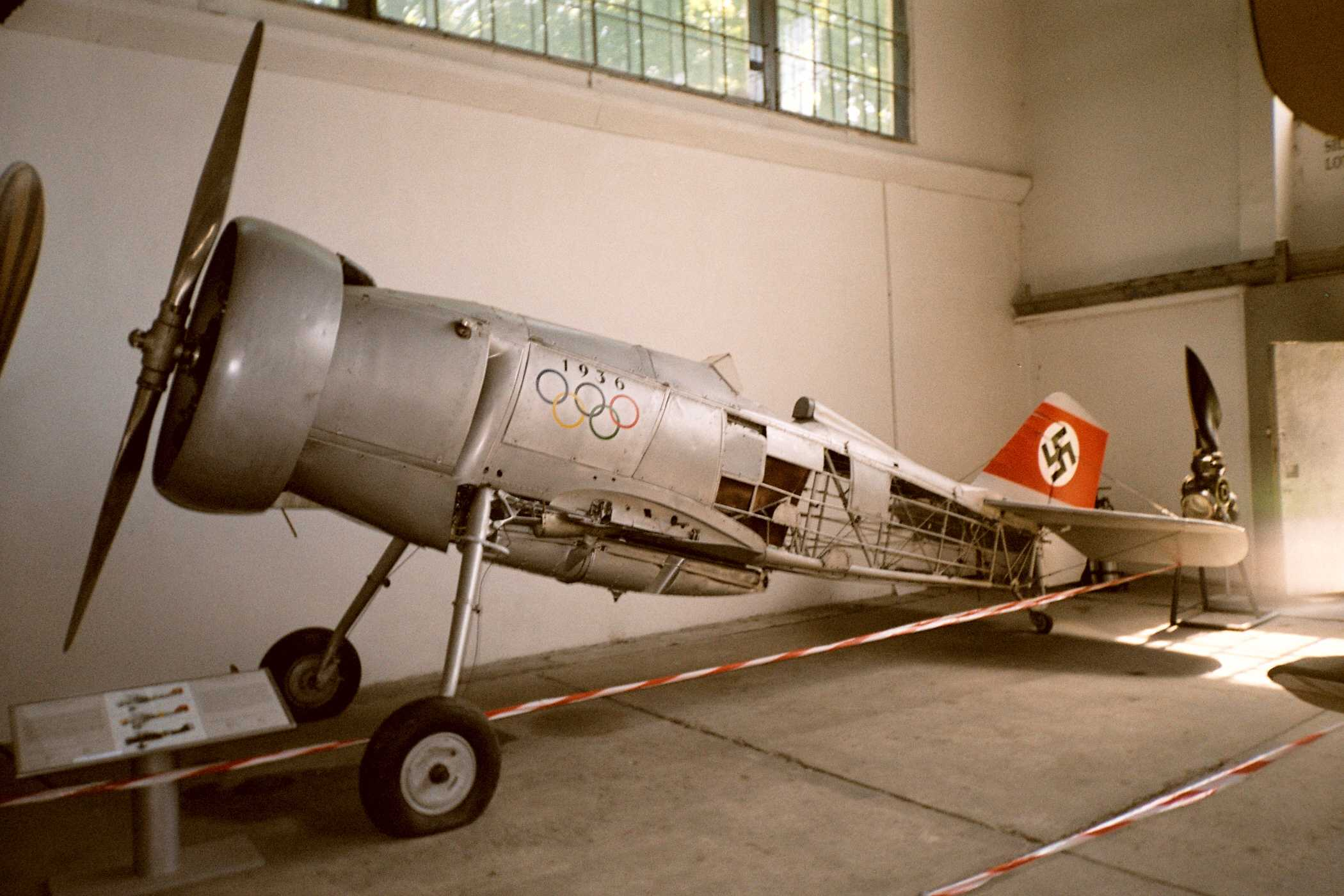
Letoun Curtiss Hawk II použitý na Olympiádě 1936 v Berlíně Ernstem Udetem

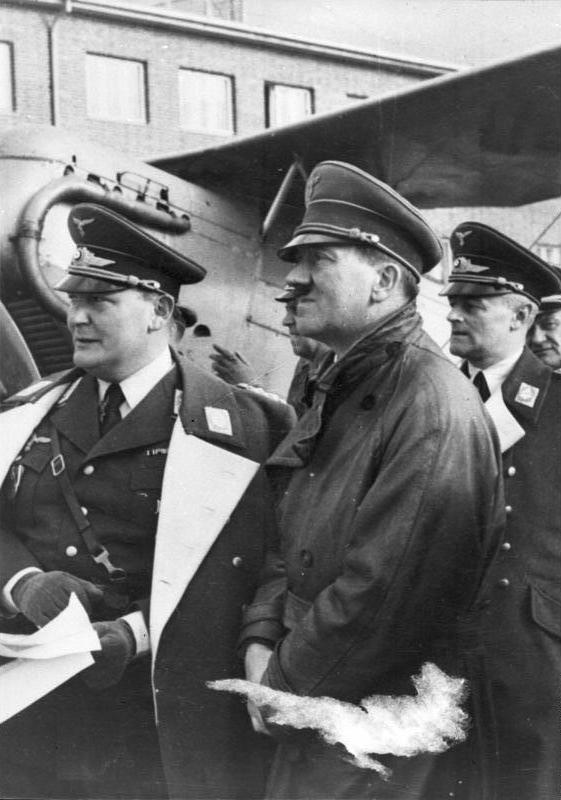
Göring, Hitler a za ním Walther Wever na letecké přehlídce (1935)

Po nástupu Adolfa Hitlera k moci se znovuvyzbrojování mnohonásobně zrychlilo, protože se „vůdce“ chtěl pojistit proti tzv. „Preventivní válce“, kterou by Francie mohla rozpoutat proti rodícímu se vojenskému státu. Zároveň se připravoval na válku, kterou sám o 6 let později rozpoutá. Tvorba nových vojenských sil se již nedala dlouho utajovat. Dne 9. března 1935 Adolf Hitler oficiálně potvrdil existenci Luftwaffe a 16. března existenci Wehrmachtu. To byl velmi odvážný krok v přímé konfrontaci s Versailleskou smlouvou. Svět však tuto událost prakticky přehlédl. Nepopiratelnou zásluhu na vzniku Luftwaffe měl Hermann Göring, který svým vlivem i přístupem k financím ze státní kasy letectvu velmi pomohl. V budoucnu však Luftwaffe právě on nasměruje k porážce. Luftwaffe byla v roce 1935 pouze zárodkem budoucí síly. Bojová letadla vznikala pod maskou poštovních letadel v továrnách Arado, Heinkel a Dornier. V roce 1935 měla asi 2000 letounů. Mnoho historiků se ale nechalo slyšet, že výkony tak mladičkého letectva (v září 1939 bylo Luftwaffe teprve 6,5 roku) se ve 2. světové válce i přes porážku vlastně dají považovat za úspěch. Svou první zkouškou prošla Luftwaffe o rok později, když bylo 7. března 1936 znovu obsazeno Porýní, které od roku 1923 kontrolovala Francie jako demilitarizovanou zónu. I tento krok si Francie nechala líbit, i když měl Wehrmacht rozkaz se okamžitě stáhnout, pokud Francie sebeméně zasáhne.
V roce 1936 (při nehodě) zemřel náčelník gen. štábu Walther Wever, jedna z vůdčích postav Luftwaffe 30. let. Právě on byl největším zastánce strategického bombardování (tedy stavby velkých bombardérů např. k plenění průmyslu nepřítele). Po jeho smrti se dostal ke slovu Ernst Udet se střemhlavou demagogií. Bylo několik důvodů, proč se program velkých letounů v Luftwaffe nedostal daleko –
1. to byla právě smrt Wevera, který dokázal vidět vývoj Luftwaffe z dlouhodobé perspektivy
2. se vývoj potřebných silných motorů spustil příliš pozdě, nebyly k mání dost silné pohonné jednotky pro takové stroje, jako byl Junkers Ju 89, nebo Dornier Do 19.
3. se již od konce Španělské občanské války pohlíželo na Luftwaffe jako na „přívěsek“ Wehrmachtu, Luftwaffe mu pomáhala v bleskové válce na bojišti (taktické využití), strategická funkce se od té doby zcela zanedbávala. To se projevilo právě v Bitvě o Británii, kde Luftwaffe nebyla zvyklá bojovat samostatně.

Roku 1937 přišel důležitý zlom, kdy se Luftwaffe přezbrojovala ze zastaralých dvouplošníků na moderní jednoplošníky typu Bf 109 nebo Ju 87. Byl zaveden i dvoumotorový jednoplošný bombardér. Tyto stroje představoval např. Heinkel He 111, nebo Junkers Ju 86, který ale moc uplatnění nenašel.
Roku 1938 se poprvé v mezinárodním vyjednávání objevil fenomén zastrašování pomocí Luftwaffe. Třetí říše požadovala po ČSR Sudety, území s německou většinou obyvatel. Jak Anglie, tak Francie se Luftwaffe právem obávaly. Chamberlain se po návratu z jednoho z mnichovských jednání prý zhrozil, když seděl v letadle nad kanálem La Manche a představoval si letící německé bombardéry. Francie již v této době přišla o vojenskou morálku, protože Maginotova linie přestala mít punc „protileteckého valu“ a stala se pouhou překážkou pro Wehrmacht poté, co jeden francouzský důstojník po návštěvě letecké přehlídky řekl, že by se Francie takovému technickému náskoku ubránila 2–3 týdny. Právě to byla jedna z výhod Luftwaffe. Vojenské letouny se stavěly ve velkém až od roku 1935 a tudíž technika nebyla zatížena staršími a přežitými tezemi a postupy. Hitler nakonec Luftwaffe využil i 15. března 1939, kdy obsadil zbytek Československa pod výhrůžkou bombardování Prahy, pokud se prezident Hácha postaví na odpor. Tím končí období tzv. appeasementu, ústupu Německu v požadavcích. Napříště již jednání s Británií tak lehce jít nemělo. Krátce před začátkem 2. světové války se ještě dostala ke slovu vzducholoď Graf Zeppelin II, která na rozkaz vedení Luftwaffe pořizovala špionážní snímky pobřežních radarů RAF. Mnoho však ze snímků zjištěno nebylo. Vzducholoď byla během roku 1940 na Göringův rozkaz sešrotována. 27. srpna 1939 prodělal svůj první let i první proudový letoun světa, byl jím Heinkel He 178. Byl to však pouze prototyp a letouny této verze se nikdy nedostaly do boje. Německo nasadilo proudové stroje do boje až v letech 1944–1945, kdy již byla válka prohraná.

### Legie Condor ve Španělské občanské válce (1936–1939)

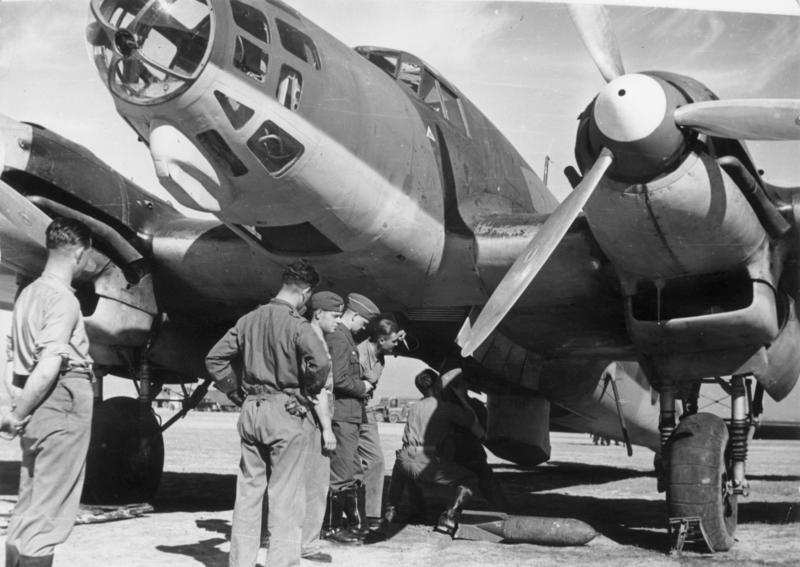
Bombardér Heinkel He 111 na letišti ve Španělsku (1939)

Prapor Legie Condor ze Španělské občanské války

Velkou šanci se ukázat měla Luftwaffe ve Španělsku, kde od 30. července 1936 pomohla rozpoutat Španělskou občanskou válku, protože její Junkersy Ju 52 pomáhaly přepravovat Francovu armádu ze Španělského Maroka letecky do Španělska (španělské námořnictvo se připojilo k Republikánům). Od té doby se již Luftwaffe z konfliktu neodpoutala. Byla zřízena Legie Condor, letecký sbor Luftwaffe ve Španělsku pod vedením Wolframa von Richthofen (vzdáleného bratrance slavného pilota z 1. světové války – Manfreda von Richthofen). Kuriózní je, že piloti a pozemní personál nemohli do země jen tak přiletět. Německo se i přes výpomoc bojujícím Frankistům do války oficiálně nezapojilo (ve stejné situaci se ocitla Velká Británie, Francie i SSSR). Proto se na rozdíl od letadel musel personál Legie Condor dostat do země pod rouškou turistického spolku. Španělská občanská válka se také nazývá „zkušební“ válkou, protože právě zde procházely letouny všech bojujících stran křtem ohněm. Luftwaffe zde vyzkoušela tak známé stroje, jako je Junkers Ju 52, Ju 87 „Stuka“ nebo Messerschmitt Bf 109.
Nechvalně známou kapitolou je bombardování baskického městečka Guernica 26. dubna 1937, které bylo z velké části dílem leteckého průzkumu. Ten chybně určil shluk uprchlíků ze širokého okolí jako koncentraci nepřátelských vojsk. Následkem toho se udál jeden z největších masakrů v předválečném letectví. I při této příležitosti se projevil Junkers Ju 52 jako nevhodný pro funkci bombardéru a v nadcházející válce měl zastávat úlohu výsadkářského a zásobovacího stroje (např. Kréta 1941 a Stalingrad 1942–43). Guernica otřásla světem, který nic podobného ještě nezažil. Od té doby se Luftwaffe dostávalo nálepky nebeského barbara, i přes skutečnost, že se vše událo prakticky omylem.
Junkers Ju 87 „Stuka“ prodělal ve Španělsku skvělou kariéru. V těchto letech nebyly zaměřovače pro horizontální bombardování v pokročilém vývoji a byly nepřesné (i na několik kilometrů).[zdroj⁠?!] Proto se Ju 87 dostávalo obdivu, protože střemhlav téměř vždy zasáhla cíl „přímo do černého“. Tento úspěch ale zaujal Ernsta Udeta (v té době již náčelník všech tech. složek Luftwaffe) natolik, že na příště požadoval na každém letounu možnost střemhlavého bombardování. To se ukázalo ve 2. světové válce jako katastrofální rozhodnutí, které zdrželo vývoj u mnoha letounů (Heinkel He 177 byl v leteckém parku již od roku 1937, do konce války v roce 1945 nebyl jeho vývoj u konce) a zkomplikovalo a zatěžkalo konstrukci dalších letadel (Junkers Ju 88 byl kvůli střemhlavým vlastnostem degradován z rychlého letounu na pomalý a snadný cíl).[zdroj⁠?!] Střemhlavé bombardování bylo také preferováno z důvodu značného nedostatku munice, která se při nepřesném horizontálním bombardování kvapně vyplýtvala. Navíc byla vítězství ve Španělsku poměrně zkreslená. Letecká nadvláda byla téměř absolutní a pozemní protiletecká obrana nepřítele prakticky neexistovala. Junkers Ju 87 se v boji se stíhačkami (hl. nad Anglií v roce 1940) ukázal jako velmi slabý soupeř. Stíhací letoun Messerschmitt Bf 109 se do Španělska dostal až na samém závěru kampaně, také proto se nestihl plně projevit, ale proti letounům Polkarpov I-16 se ukázal jako korunovaný vítěz. Do bojů zasáhlo jen pár kusů této verze Bf 109-A. Již 1. dubna 1939 válka ve Španělsku končí a na narozeniny „vůdce“ 20. dubna 1939 musela Legie Condor pochodovat na berlínské ose východ-západ jako dárek. V tomto konfliktu se vyznamenala a dala vyniknout takovým velikánům, jako byl Werner Mölders nebo Adolf Galland. Právě Mölders vyvinul ve Španělsku taktiku tzv. roje (Schwarm). Je to předepsaná formace pro letouny dodnes. Například RAF ji přejala a začala používat právě až v Bitvě o Británii. Španělská občanská válka neměla žádný strategický nádech, např. těch pár zbrojovek, co Republikáni měli, Franco zakázal bombardovat, protože je chtěl využít po válce. Právě Wolfram von Richthofen se zasloužil o první taktické využití letectva v dějinách[zdroj⁠?!] (pouze na podporu pozemních vojsk).

## Druhá světová válka

### Operace „Fall Weiss“ – invaze do Polska

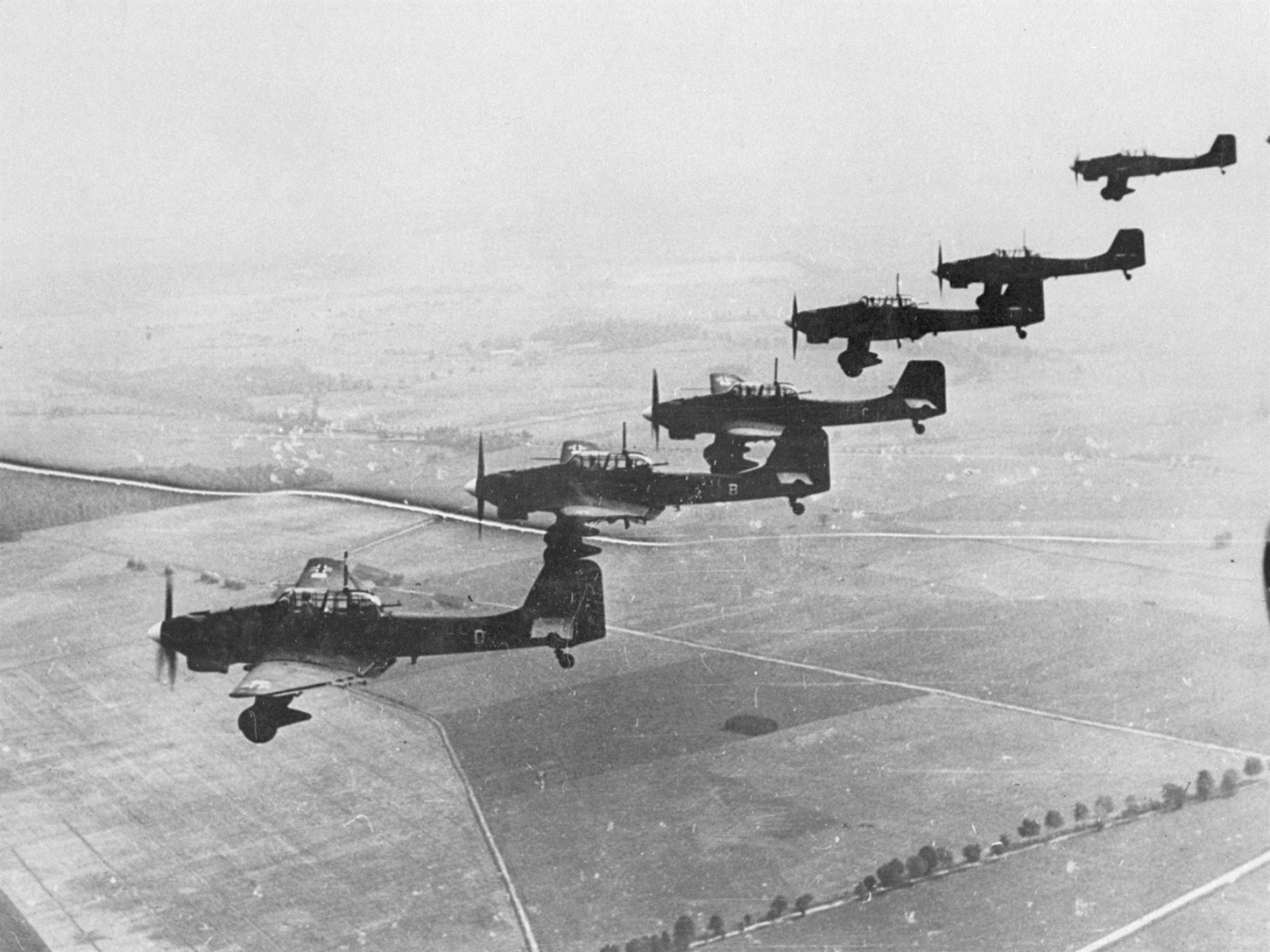
Stuky nad Polskem

Válka proti Polsku měla začít již 26. srpna 1939, ale protože si Hitler nebyl jist, zda ještě nemůže rozbít koalici Anglie – Francie – Polsko, dal příkaz k zadržení útoku. I zde sehrála Luftwaffe svou roli, když se zpráva o zrušení útoku nedostala k jednotkám na východě Slovenska a ty vyjely směr Polsko. Podařilo se je zastavit pouze jednomu důstojníkovi s letounem Fieseler Fi 156 „Storch,“ který přistál před pochodujícími jednotkami. Koalice Spojenců byla neoblomná a tak Hitler rozkázal zaútočit 1. září. Pozdě večer 31. srpna 1939 skupina příslušníků SD (Sicherheitsdienst – bezpečnostní služba) převlečená do polských uniforem, předstírala útok na německý vysílač v Gliwicích a lokální útoky proti Wehrmachtu. Tento fingovaný útok se stane záminkou pro válku.
Ve 4:45 ráno 1. září 1939 se ozve salva ze školní lodi „Schleswig Holstein,“ útok směřuje na Polskou Westerplatte, kde byla loď na přátelské návštěvě. Již ve 4:26 startuje na letišti Nieder Ellguht letka Ju 87, aby odrazily vyhození důležitého mostu polskými ženisty do vzduchu. Útok byl úspěšný, ale Polákům se výbušninu podařilo nakonec odpálit. Luftwaffe získala v Polsku téměř okamžitě leteckou nadvládu a bez problémů plenila všechny zadané cíle. Polské letectvo bylo paralyzováno během několika dnů. Polsko mělo jen velmi málo moderních letounů (např. bombardér PZL.37 „Łoś“), většinou byly po ruce jen zastaralé stíhačky typu PZL P.11, které nemohly Luftwaffe konkurovat. Letouny, které přežily první smršť, se zapojily i ve druhém týdnu bojů. 3. září, po posledním ultimátu Německu, vstoupila Británie a Francie do války s Německem. I když se Anglie zavázala, že Polsku při napadení pomůže, neudělala vůbec nic.[zdroj⁠?!] Již 10. září byla bombardována Varšava. O pět dní později, 15. září, poslal Hitler Varšavě ultimátum – buď se vzdá, nebo bude zničena. Poláci však zbraně nesložili. Wolfram von Richthofen řekl, že Varšavu zničí tak dokonale, aby „z ní napříště byla jen jakási celní stanice.“ Velení Wehrmachtu (OKW) však tak drastické rozkazy nevydalo a snažilo se zuřivou náladu Richthofena zmírnit. 17. září napadl Sovětský svaz Polsko z východu. To mu umožňoval pakt Ribbentrop – Molotov ze srpna 1939. Polsko bylo ztraceno. Jeho vláda musela uprchnout z Varšavy a změnila pětkrát své působiště a nakonec uprchla do Rumunska se zbytky svých armád. Vojenské jednotky tam byly na nátlak Třetí říše uvězněny. 25. září obnovila Luftwaffe nálety na Varšavu poté, co bylo odmítnuto další ultimátum. 28. září obklíčená Varšava kapitulovala. Hitler ji navštívil 5. října, o den později se vzdalo 8000 posledních obránců jihovýchodně od Varšavy. Tím bylo Polsko poraženo.

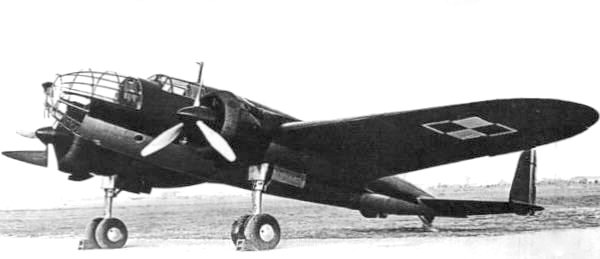
Polský bombardér PZL.37 „Łoś“
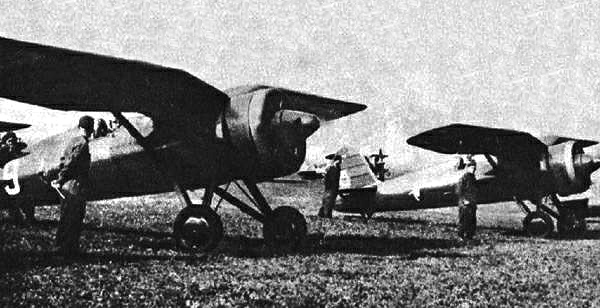
Polský letoun PZL P.11

### Podivná válka (zima 1939–1940)
Po porážce Polska ustalo válečné běsnění. Byly zaznamenány jen lokální šarvátky nad západním Německem, když se po pádu Polska většina letounů Luftwaffe přesunula na Siegfriedovu linii (německá obdoba Maginotovy linie) a prováděla zde letecký průzkum. „Blitzkrieg“ – blesková válka se změnil na „Sitzkrieg“ – válku v sedě. Docházelo i na kuriózní situace, kdy si bojující strany vyměňovaly nadávky pomocí tlampačů.[zdroj⁠?!] Bombardéry RAF místo bomb shazovaly letáky, které měly Němce přivézt k rozumu. 18. prosince 1939 vykoná RAF nálet na Wilhelmshaven. Její stroje jsou však objeveny radarovými stanicemi systému „Freya“. Jedná se o první zaznamenání přítomnosti nepřátelských letounů radarem vůbec. Ze 44 Wellingtonů se jich 34 nevrátilo. Tato drtivá porážka ovlivní taktiku RAF na celou válku. Až k jejímu konci se denní nálety RAF opět obnoví. 

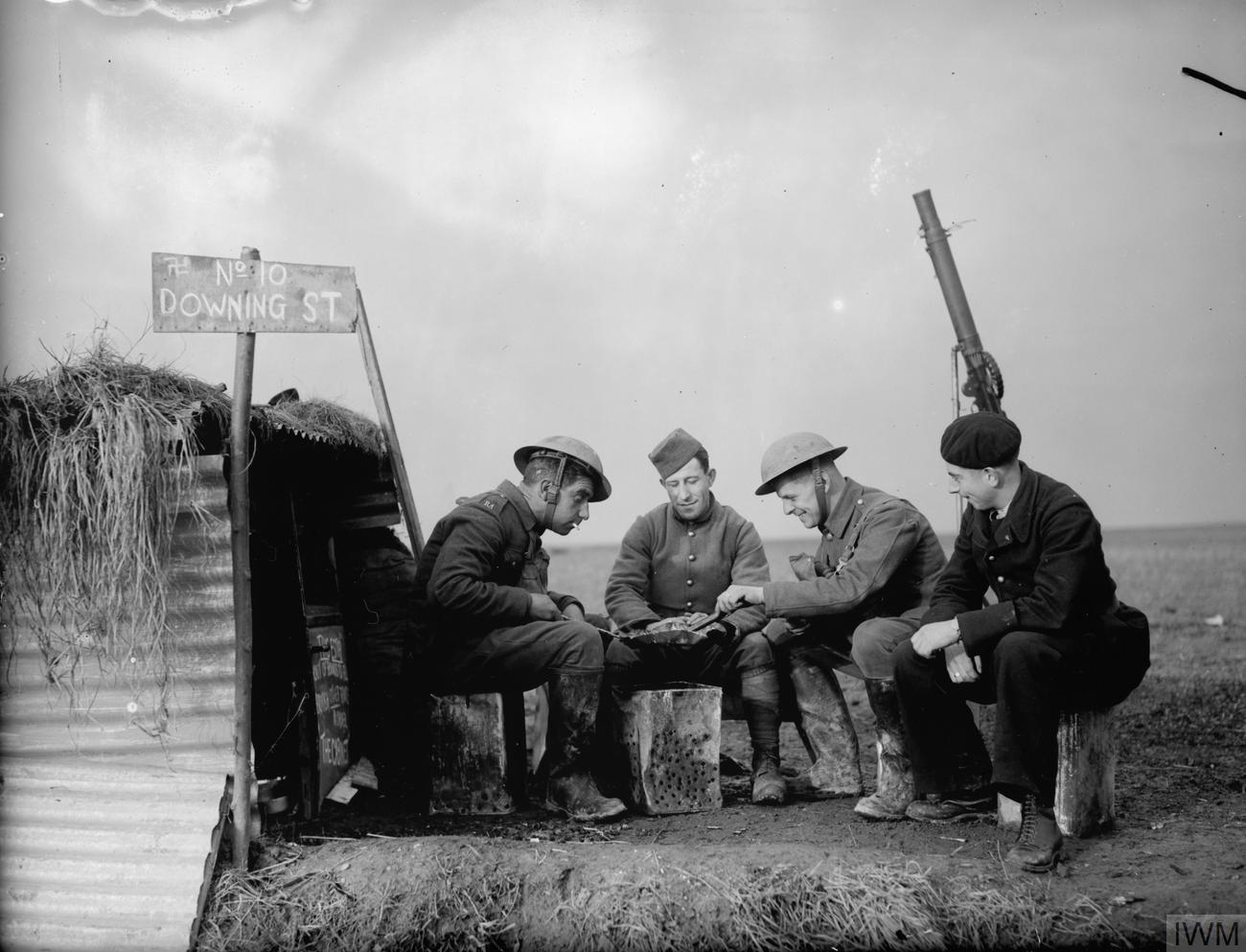
Britská hlídka za podivné války
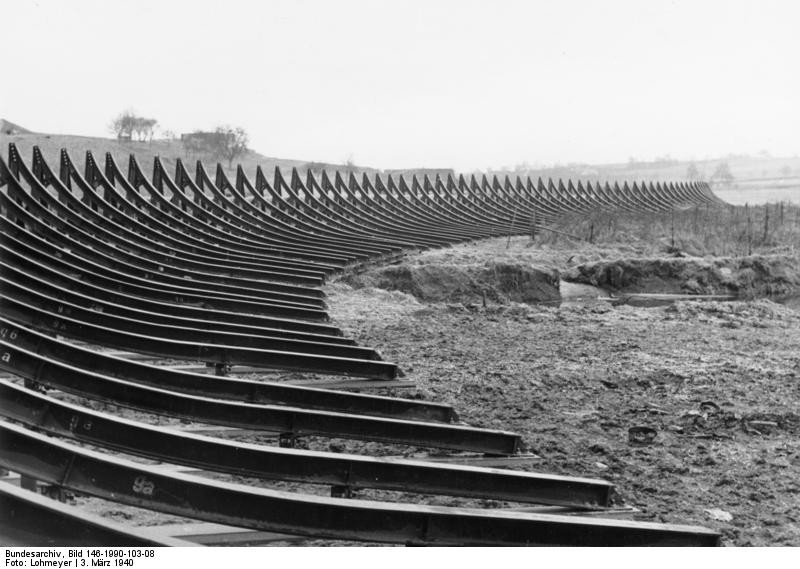
Siegfriedova linie
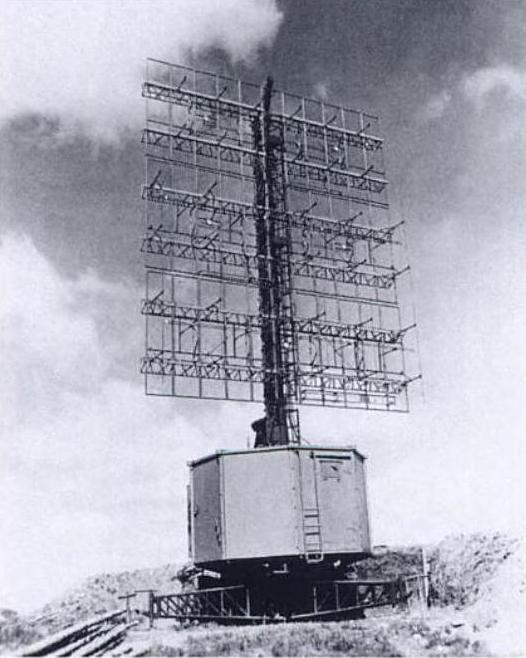
Radar „Freya“

### Operace „Weserübung“ – invaze do Skandinávie

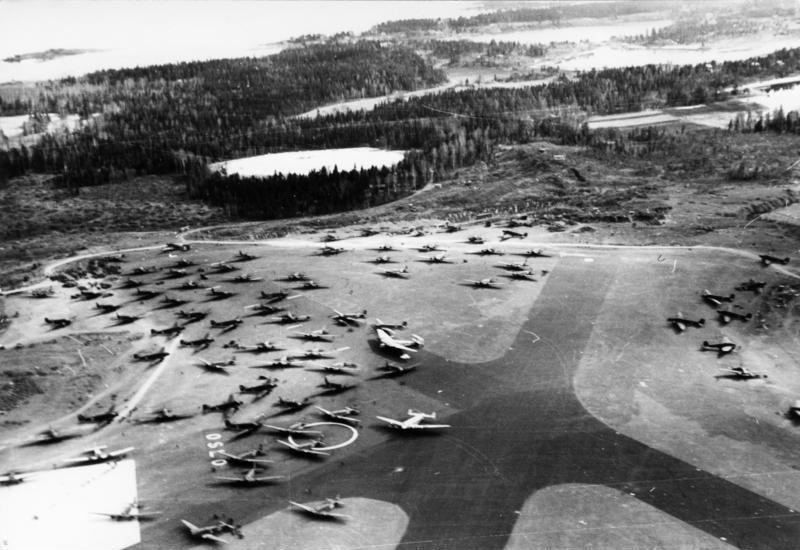
Oslo – Fornebu 9. 4. 1940 – při bližším pohledu Ju G 38 a Ju 90

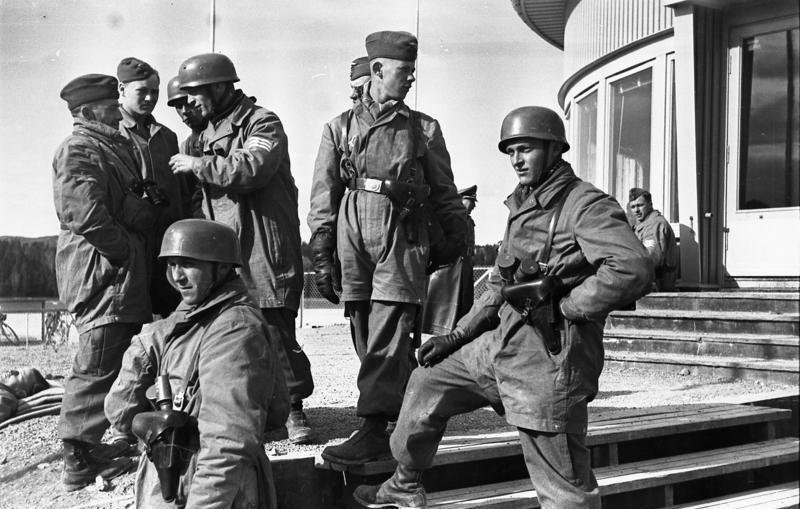
Němečtí výsadkáři na letišti Fornebu – Oslo

Německý kancléř Hitler se po incidentu ze dne 17. února 1940, kdy torpédoborec Royal Navy HMS Cossack osvobodil britské válečné zajatce ilegálně transportované norskými výsostnými vodami v podpalubí pomocné lodi Kriegsmarine Altmark, rozhodl o okupaci Norska. Operace „Weserübung“ byla zahájena 9. dubna 1940 společným výsadkářským a námořním útokem na Dánsko a Norsko. Zatímco se Dánsko vzdalo prakticky okamžitě, Norsko kladlo zuřivý odpor. Norsko však jako tradičně nemilitantní stát mělo pouze 80 bojeschopných letadel. Nad Oslem se objevily Junkersy Ju 52 a vysadily šest rot výsadkářů nad letištěm Fornebu v Oslu. To bylo obsazeno a takto vytvořený letecký koridor byl použit pro přísun dalších jednotek.
Již večer 9. dubna ovládají Němci většinu nejdůležitějších přístavů v Norsku: Kristiansand, Stavanger, Bergen, Trondheim a Narvik. Británie je zaskočena tak velkým úspěchem[zdroj⁠?!] a již 13. dubna vysílá do Norska vlastní vojsko. Při této příležitosti se u Narviku schyluje k bitvě mezi Luftwaffe a britskými loděmi. Celá invaze Spojenců do Norska je zmatená a špatně organizovaná.[zdroj⁠?!] Menší počet německých sil se jim dokázal postavit, dokud nepřicházejí posily. Začátkem května se začíná spojenecký kontingent stahovat. Situace se ještě urychlí po invazi do Francie, protože Británie potřebuje tato vojska na obranu mateřských ostrovů. V průběhu britského ústupu je vypleněn Narvik, aby přístav nemohli Němci použít.[zdroj⁠?!] 10. června 1940 žádá norský král Haakon VII., aby Norové přestali klást odpor.[zdroj⁠?!] Osobně zakládá norskou exilovou vládu v Londýně. Tím končí operace „Weserübung“, i když byla úspěšná, zcela zdecimovala Kriegsmarine, která přišla o 21 plavidel, nemluvě o poškozeních na velkých válečných lodích. Kriegsmarine nebyla v situaci, kdy mohla podpořit invazi do Británie. Navíc se později ukázalo, že by obsazení Norska nebylo z hospodářského hlediska nutné. Po kapitulaci Francie mělo Německo opět k dispozici doly na železnou rudu v Lotrinsku. Švédská ruda poté již nebyla nezbytnou. Hitler navíc vehementně zastával názor, že Norsko je nejohroženější část tzv. „Atlantického valu“ a obrovské množství betonu a oceli vyplýtval právě zde. Británie však již během války nikdy na obnovení norské kampaně nepomýšlela. Z dlouhodobého hlediska se tedy operace „Weserübung“ dá považovat za zcela zbytečnou.

### Operace „Fall Gelb“ – útok na Benelux

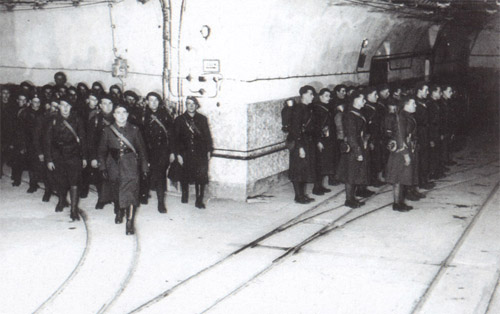
V podzemí Maginotovy linie

První termín západního tažení stanoví Hitler již na 17. ledna 1940, ale kvůli špatnému počasí je začátek odkládán celkem 29krát. Bdělost jednotek v Beneluxu tím upadá a nebezpečí zdánlivě ztrácí na věrohodnosti. Dne 9. května 1940 se Hitler definitivně rozhoduje stanovit invazi na příští den. Do bojů je Luftwaffe připravena zasáhnout s divizí padákových myslivců a 3834 letadly. Oproti tomu spojenci disponovali 2372 letadly.
Francouzi počítali pouze s oprášením německých plánů útoku z roku 1914 a chtěli se jen pasivně bránit. Navíc Maginotova linie sahá pouze po belgické hranice, dále je krajina prakticky zcela průchodná. To bylo způsobeno francouzskou snahou přesvědčit Belgii, že může počítat s jejich pomocí. Jinak by to totiž vypadalo, jako by se Francie před Belgií zakopala a nechala Belgičany na pospas Němcům.
10. května 1940 je prolomen klid podivné války. Ještě dnes se uvádí, že se Luftwaffe prakticky okamžitě podařilo zničit jak francouzské, tak belgické a nizozemské letectvo přímo na zemi. Je to však pouze produkt nacistické propagandy, který se udržel dodnes. Podařilo se jí pouze zdecimovat letectva Belgie a Nizozemí, ale Francie ztratila 20 letounů za cenu 90 německých. To samé odpoledne omylem bombarduje několik Heinkelů 111 německý Freiburg, kde zemře 57 lidí včetně 22 dětí. Protiletecká obrana nezjistila, že se jedná o jejich vlastní stroje. Nacistická propaganda paradoxně tento omyl zveličila a připsala na rub spojencům. Celkem prvního dne Luftwaffe přichází o 307 strojů, což je nejvyšší číslo za celou její historii.

#### Dobytí pevnosti Eben Emael

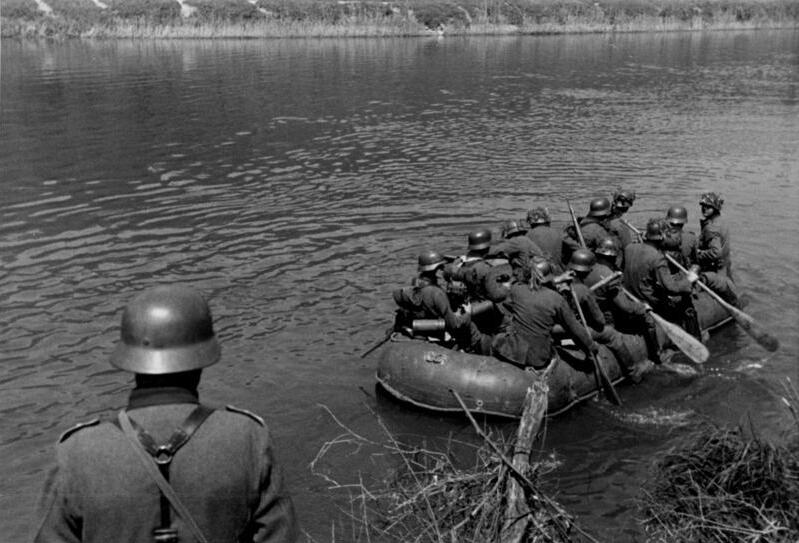
Přeplutí Mázy

Toho samého dne však její výsadkáři dosáhnou oslnivého vítězství, když dobudou belgickou pevnost Eben-Emael. Tato nová pevnost (1935) byla považována za nedobytnou díky inovativní výzbroji a opevnění. Měla osádku 1200 mužů po zuby ozbrojených v železobetonových kasematech sahajících hluboko pod zem. Úkol dobýt tuto pevnost dostala tzv. skupina „Granit“ (nadporučík Witzig, 1. výsadkový pluk Fallschirmjäger) čítající 84 mužů. Jsou nasoukáni do kluzáků DFS 230 taženými Junkersy Ju 52. Piloti jsou výkvětem kluzákové flotily Luftwaffe. Velitel Witzig je nedobrovolně nucen na místo dorazit o 3 hodiny později, když se jeho kluzáku utrhne vlečné lano. Po páté hodině ranní sledují užaslí Belgičané přistání výsadkářů na samotné střeše pevnosti. Překvapení jsou ale i Němci, kteří zjistí, že celé severní křídlo pevnosti je jen atrapou z plechu a překližky. Výsadkáři rychle dobývají jedno kulometné hnízdo za druhým. Mezitím na pevnost, která pomalu ale jistě podléhá nepříteli, pálí ostatní střelecké baterie v okolí. Tím se sice zbrzdí německý postup, ale nezabrání kapitulaci belgických obránců příštího dne, 11. května v 13:50. Velitel pevnosti spáchá sebevraždu. Tento úspěch je výsledkem přísného utajení a pečlivého výcviku výsadkářů. Kluzák je zde jako bojová zbraň použit poprvé.

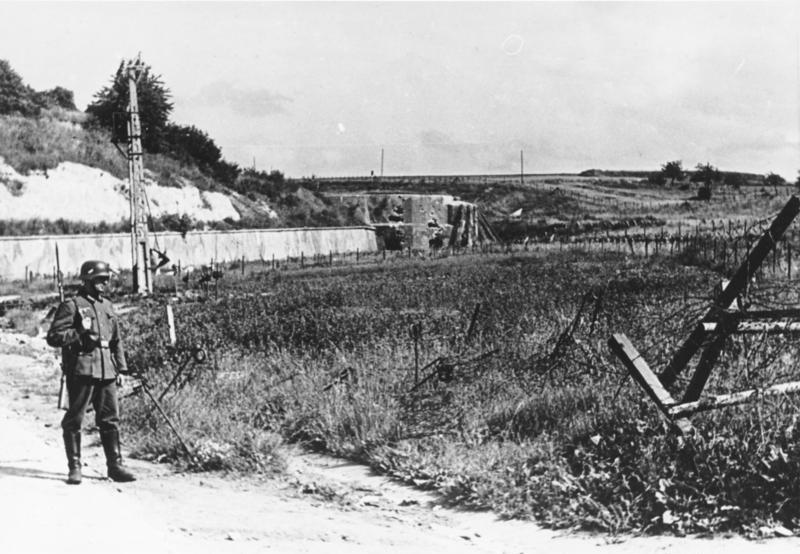
Hlavní vchod do Eben Emael
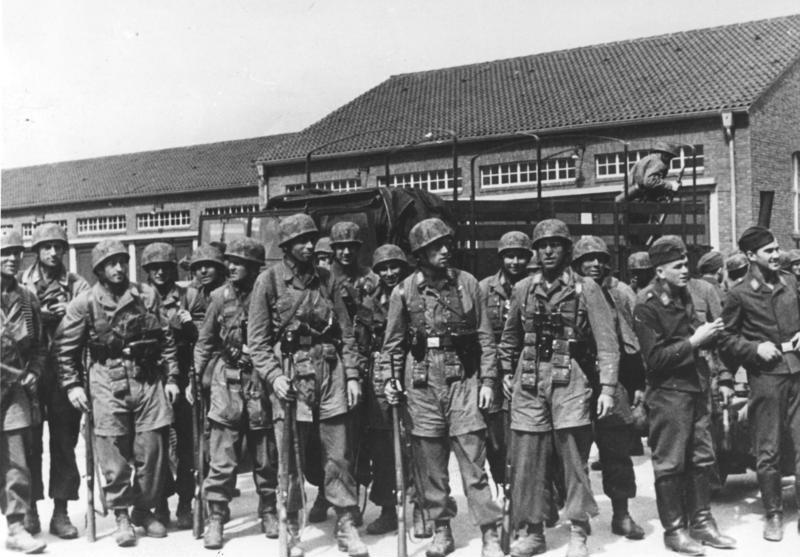
Němečtí výsadkáři u Eben Emael
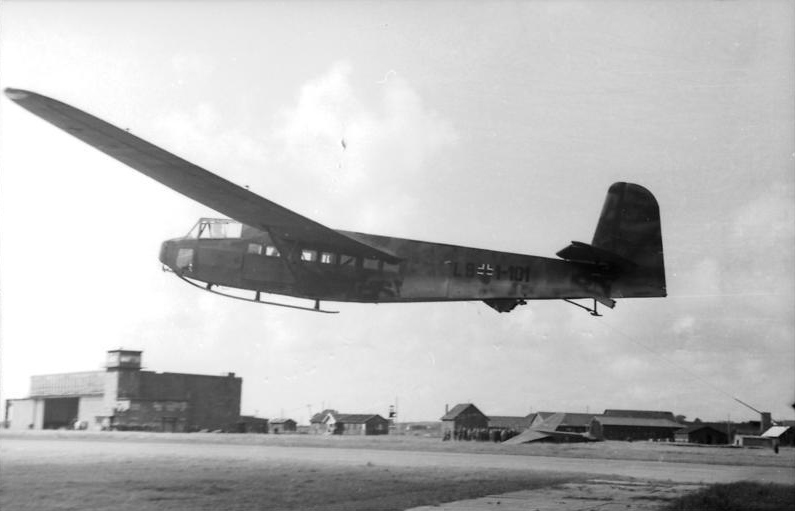
Kluzák DFS 230
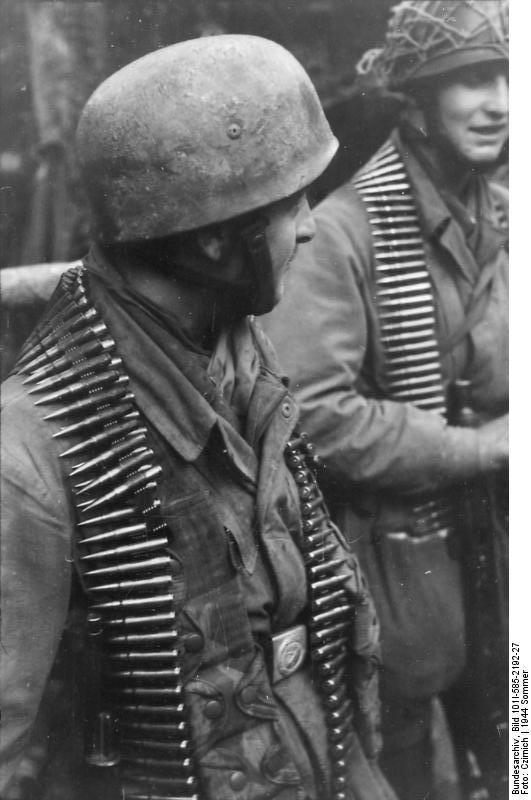
Příslušník výsadkářů Luftwaffe

10. května ve 4:35 ráno byl také uskutečněn vpád do Lucemburska. 25 vetchých letadel Fieseler Fi 156 „Storch“ napadá společně s pozemní armádou nejmenší stát Beneluxu. Pěchota okamžitě uzavírá silnice. V 8:30 vjíždějí Francouzi na lucemburské území. Avšak po příchodu posil Němců Francouzi ustupují. Mezitím pokračuje letecká válka. Francie má značnou nevýhodu ve skutečnosti, že roku 1940 probíhá přezbrojování na nové typy strojů, které Luftwaffe prodělala již v roce 1937. Francouzské letouny Dewoitine či Amiot se nemohou protivníkům prakticky v ničem rovnat. Již 12. května je letecká převaha Luftwaffe prakticky úplná a může libovolně útočit na vozidla a tanky prchající do vnitrozemí. Po celé Francii obsazuje pěchota i výsadkáři mosty a letiště.
V Rotterdamu dosedne na hladinu 12 hydroplánů Heinkel He 59 a 120 mužů z jejich palub obsadí 3 mosty. Ale ne všechny akce výsadkářů jsou úspěšné, v Kanne, Haagu, Ypenburgu a Ockenburgu ztroskotají pod náporem nepřítele ze vzduchu i ze země. V té době se začíná nástup Churchilla do funkce premiéra projevovat ve zvyšující se aktivitě bombardérů RAF, které však mají stále ještě velké ztráty. Jeho předchůdce Chamberlain totiž striktně nedovoloval bombardovat nepřátelské civilní cíle ze strachu odvetných útoků. Právě to se stane v Bitvě o Británii klíčové. 13. května je překročena řeka Maasa, kde se mezi tisícovkou letadel nejvíce vyznamenají Junkersy Ju 87 „Stuka“, které mají na jedné noze podvozku instalované sirény, jejichž jekot zahání civilisty do krytů a demoralizuje vojenské síly. Francouzi se v panice dají na ústup. Ve stejný den se nizozemská královna přemístí v britském torpédoborci do Anglie. Po přebrodění řeky Maasy se německé síly odhodlají k útoku u Sedanu za opětovné podpory „Stuk“. Při této příležitosti ztratí RAF 35 z 60 nasazených strojů. RAF v této době zažívá nejkrvavější dny své historie, žádný z útoků na německé mosty přes Maasu není úspěšný. Francouzské tanky u Sedanu selžou.

#### Bombardování Rotterdamu

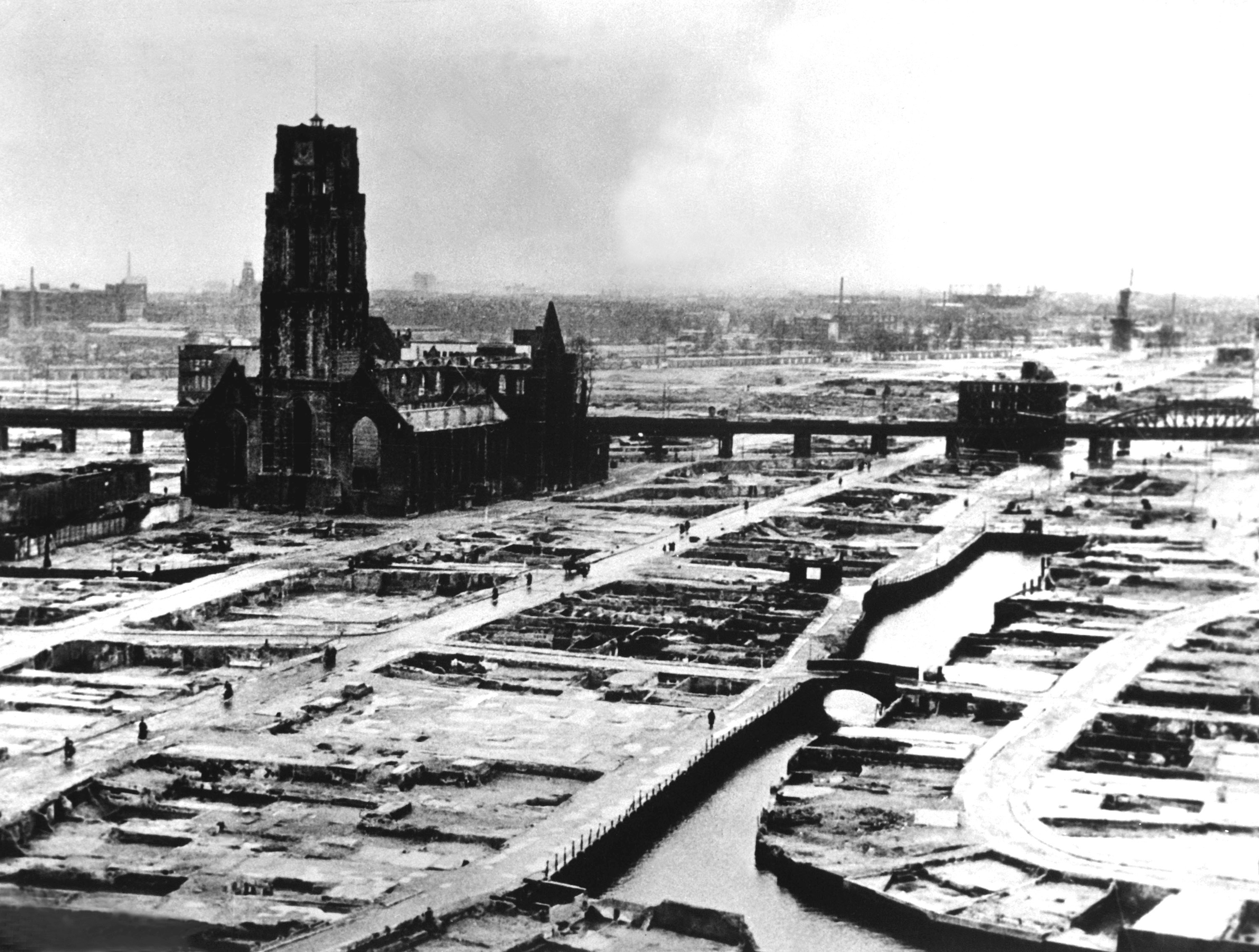
Zpustošený Rotterdam

Nizozemskému Rotterdamu bylo 14. května nabídnuto výhrůžné ultimátum, které mělo vyřešit pomalý postup pozemních jednotek na Francii v tomto prostoru. Ale jeho velitel, plukovník Sharroo, se odmítá vzdát. Potřebuje čas, protože vláda teprve vysílá delegaci z Haagu. Čas utíkal, ale německý velitel Schmidt byl ochoten počkat. Depeši o zrušení náletu na Rotterdam odeslal na letiště bombardérů připravených k útoku v 13:30. V tu chvíli se však již jen poslední Heinkely He 111 odlepovaly od dráhy letiště. Mají rozkaz dodržovat přísný rádiový klid.
Dispečeři na zemi tudíž nemohou po obdržení depeše od Schmidta nálet zastavit.[zdroj⁠?!] Bombardéry se dostaly nad Rotterdam právě ve chvíli, kdy začíná jednání o předání Rotterdamu Němcům. Když přílet letadel zpozoruje Schmidt, rozkáže vypustit světlice, které mají zastavit nálet. Piloti Heinkelů mají ale jiné starosti. Musí se dostat skrze protileteckou obranu a zaměřit svůj náklad nad město, ve slabé mlze světlice přehlížejí. Na Rotterdam dopadá 97 tun výbušniny a je zabito 900 lidí. Velitel druhé vlny bombardérů jako jediný z posádek letounů již v hořících troskách koutkem oka zahlédne červenou světlici. Poruší rádiový klid a do rádia zakřičí naléhavé „Zrušit, zrušit!“. Ještě při přistání se někteří piloti diví, co ho donutilo tak rychle odvolat nálet. Druhá vlna je úspěšně zažehnána, ale historické centrum města je nenávratně zničeno. 15. května rozčarované Nizozemí kapituluje. Tento bezohledný nálet je záminkou pro Churchilla, aby odvolal zákaz bombardování německých měst.
Již 17. května je bez boje obsazen Brusel. 3. června zahajuje Luftwaffe operaci „Paula“, bombardování průmyslových továren a letišť v okolí Paříže. Operace je ve výsledku neúspěšná.

#### Evakuace Britů zDunkerque
Tentýž den začíná také operace Dynamo, evakuace britského expedičního sboru z přístavu Dunkerque. Zatímco Luftwaffe ničí přístavy v kanálu La Manche, RAF vyklízí své poslední letiště ve Francii – Merville. 23. května 1940 oznamuje Göring Hitlerovi: „Můj vůdce, přenechte zničení nepřítele, obklíčeného u Dunkerque, mně a mé Luftwaffe!“ Hitler tuto nabídku přijme.[zdroj⁠?!] 24. května vydává rozkaz k zastavení operací kolem Dunkerque. Toto rozhodnutí se u generálů setkává s nepochopením, protože se následujících 2,5 dne žádný letecký útok nekoná.[zdroj⁠?!] Jeho rozhodnutí zastavit je částečně podníceno jeho přesvědčením, že Británie bude po tomto ústupku ochotna vyjednávat. Letecká nečinnost Luftwaffe je způsobena hustou mlhou a nedostupností Dunkerque z letišť bombardérů. V tu dobu se v obklíčeném, vojáky přeplněném městě konají poslední přípravy na „Dynamo,“ které má začít 27. května. Z Anglie vyplouvají všemožné typy plavidel, aby dopravily vojáky domů. Prvního dne (27. května) je přepraveno 7669 vojáků a jejich počet se každým dnem zvyšuje. V následujících dnech se také množí operace Luftwaffe, které znemožní denní evakuaci. Navíc jsou lodě u pobřeží vystaveny německým dělostřelcům a tak jsou nuceny plout minovými poli severněji. Právě nad Dunkerque se může Luftwaffe poprvé setkat s novým letounem RAF, Supermarine Spitfire.[zdroj⁠?!] Je to letoun, jemuž se sice Bf 109 plně vyrovná, ale letouny Ju 87 „Stuka“ a další typy letadel se jeví slabšími. Nálety na přístav jsou mnohokráte přerušeny počasím. Göringova snaha zničit expediční sbor vyšla naprázdno. Prostřednictvím 848 lodí je celkem evakuováno 338 226 vojáků, z toho 112 000 francouzských. Ztracena je však drtivá většina vybavení: děla, tanky, pušky i vozidla zůstala v Dunkerque. Někteří vojáci přijeli do Anglie jen ve spodním prádle a ani jejich morálka nebyla na vysoké úrovni.[zdroj⁠?!] Při této situaci by měla německá invaze do Británie jistě úspěch, protože Britové postrádali jakékoli těžké zbraně. Britské tanky, které se ukázaly v některých ohledech lepší než německé, byly také v rukou nepřítele (ze 700 tanků se jich vrátilo 22, ze 2794 děl 322, ze 68 618 automobilů 4739, z 21 081 motocyklů 533 a ze 499 000 tun zásob bojového materiálu jen 33 060 tun). Luftwaffe s pomocí děl na pobřeží potopila 63 lodí a 9 torpédoborců. Po odplutí poslední lodi „Shiraki“ s 338 vojáky je německá pěchota vpuštěna do zničeného města. V noci ze 4. na 5. června nechává Hitler na počest „největší bitvy světových dějin“ vyzvánět zvony po dobu tří dní. Tím definitivně končí „Tažení ve Flandrech“ a operace „Fall Gelb“. Na řadu přichází porážka Francie.

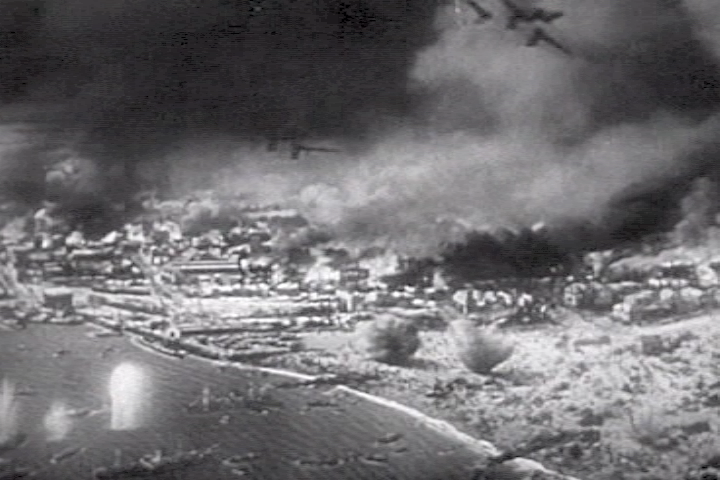
Naloďovací pláže
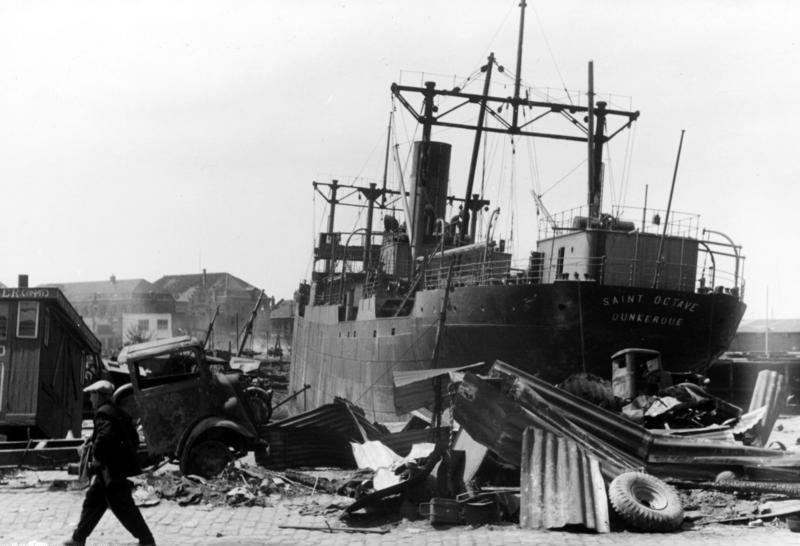
Zničený Dunkerque
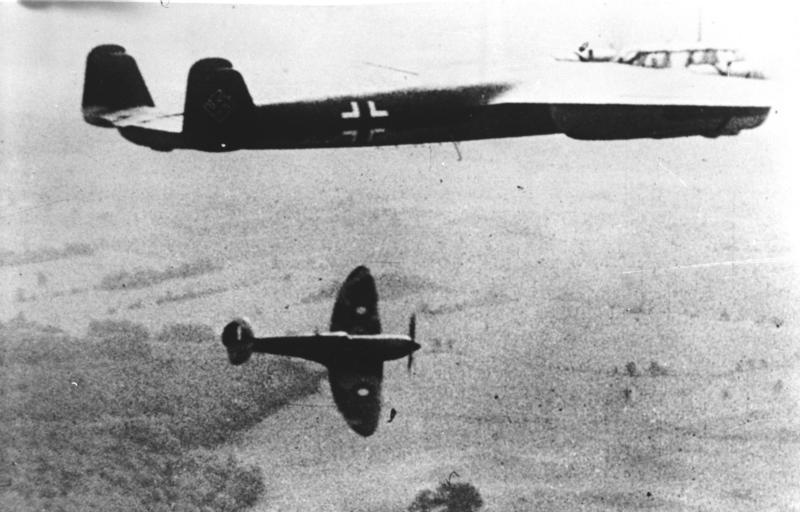
Dornier Do 17 a pod ním Spitfire

### Operace „Fall Rot“ – útok na Francii

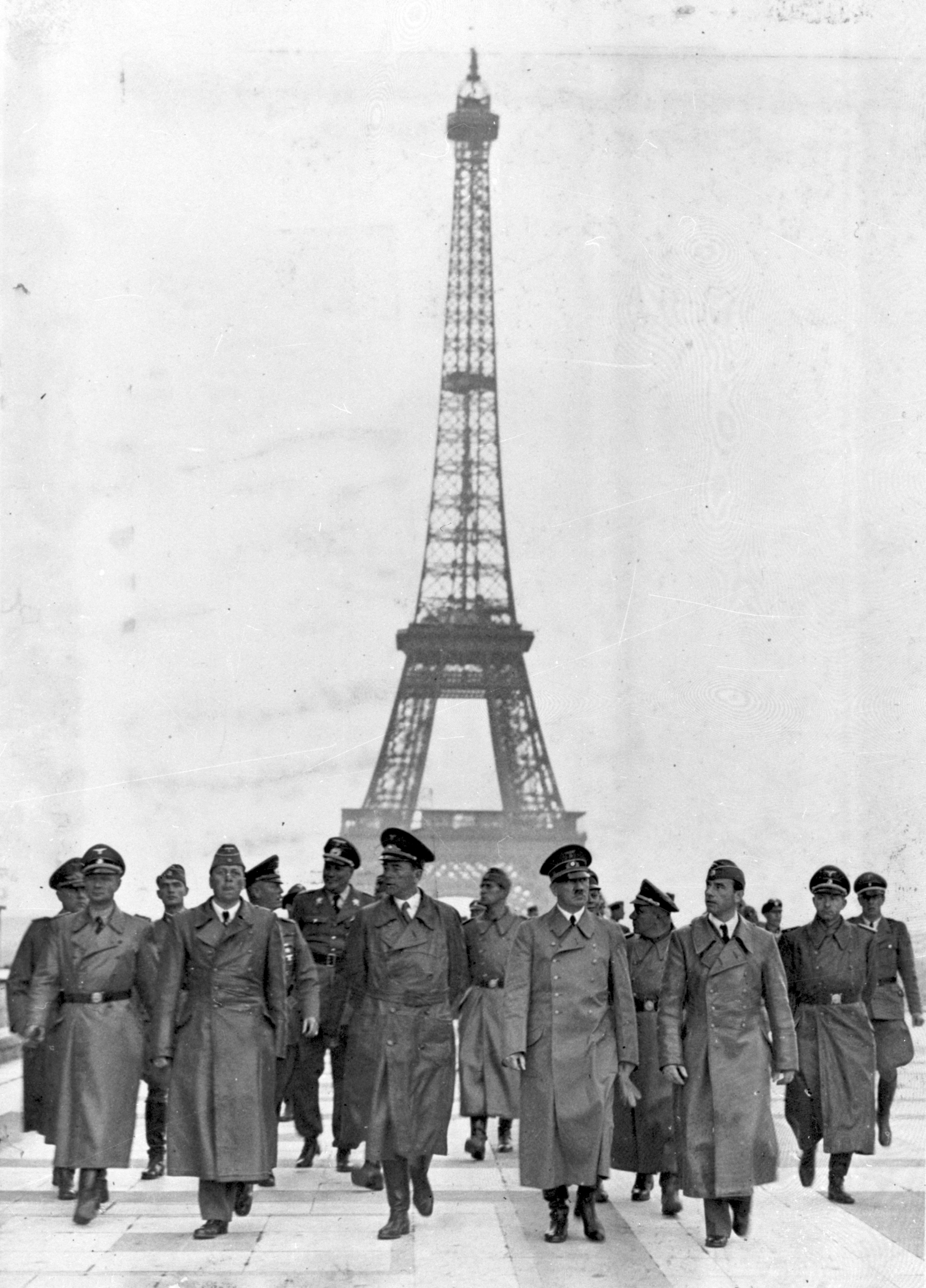
Hitler při návštěvě Paříže – léto 1940

„Fall Rot“, tedy „Bitva o Francii“ začala 5. června v 5:00 ráno útokem na „Weygandovu linii“ na řece Sommě. V těchto dnech dosáhly akce francouzského letectva vrcholu. Denně bylo vysíláno 77 letounů prakticky jen na severní část fronty, kde byla situace pro Francii velmi kritickou. Nad městem Compiegne se odehrál vzdušný souboj, ve kterém podporučík Pomier-Layragues sestřelili jednu Bf 109. Z letounu řítícího se k zemi vyskočil Werner Mölders, jeden z nejslavnějších pilotů Luftwaffe. Když ho zatkla osádka děla, vyslovil přání setkat se se svým pokořitelem. Ten však již nežil. Při utkání s dalšími čtyřmi Bf 109 zemřel. Mölders se po kapitulaci Francie vrátil 8. června ke své jednotce. Mezitím francouzská vláda úpěnlivě prosila Británii o leteckou pomoc. Ale žádosti francouzská generalita požadovala polovinu RAF. To bylo pro Churchilla nepostradatelné množství a odmítl žádost splnit. Již 9. června německá pěchota překročila Seinu. Tím bylo Francouzům znemožněno na tomto toku vybudovat obrannou linii. Nastala evakuace francouzských sil do Británie. Byla mnohem klidnější než „Dynamo“, a to také proto, že Luftwaffe na lodě s vojáky útočila jen velmi sporadicky. Dne 14. června 1940 byla bez boje obsazena Paříž.
16. června byla sestavena nová vláda se sídlem v Bordeaux. Jednomyslně odsouhlasila kapitulaci. 17. června byl v St. Nazaire potopen parník „Lancastria“, na němž byl nedostatek plovoucích vest. Z 5300 vojáků se 3000 utopilo. Churchill zakázal o této havárii informovat: „v novinách bylo již dostatečné množství zpráv o katastrofách.“ Informace byla uveřejněna až za několik let. Zbytek francouzského letectva se soustředil v prostoru Středomoří. Odtud odlétal do severní Afriky. 20. června napadla Itálie Francii a dobyla několik pevností.
V sobotu 22. června 1940 byla v 18:50 v lese u Compiègne podepsána kapitulace Francie. Odehrála se ve stejném vagónu, ve kterém podepsalo Německo příměří v roce 1918. Tato skutečnost byla pro Francii výsostnou potupou. Na důkaz „zúčtování“ nechal Hitler tento vagon o pár dní později vyhodit do vzduchu. Vláda maršála Pétaina přesídlila do Vichy, začalo období Vichistické Francie.
18. června se De Gaulle v Británii prohlašuje vůdcem „Svobodných Francouzů“. Dne 23. června se odehraje poslední letecký souboj v „Bitvě o Francii“ ve kterém sestřelil podporučík Marchelidon osamoceně letící Henschel Hs 126. Patřil k 17 stíhačkám Morane, které měly chránit údolí řeky Rhony proti Guderianovým tankům. Další obrana se však již nekonala. 46 dní po zahájení operací skončily ve Francii boje (25. června 1940 v 1:35 ráno). I přes drtivý úspěch měla Luftwaffe v operacích „Fall Gelb“ a „Fall Rot“ velké ztráty, které pak měly mít vliv i na „Bitvu o Británii.“

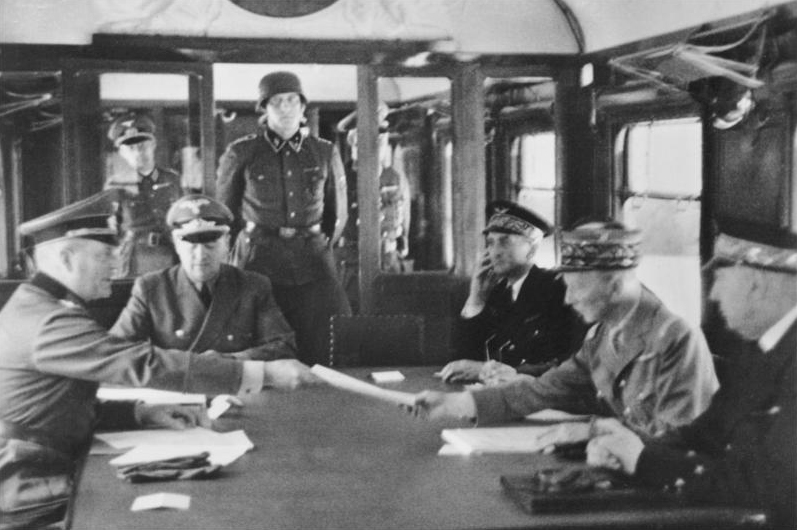
Podepsání kapitulace u Compiegne
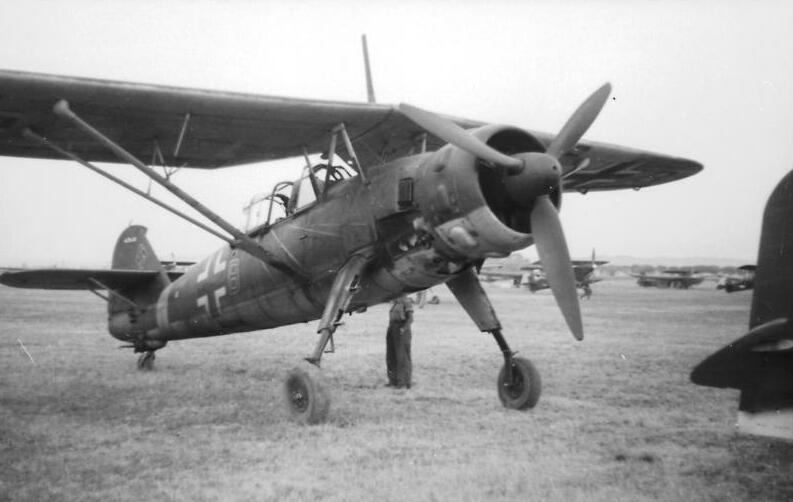
Henschel Hs 126
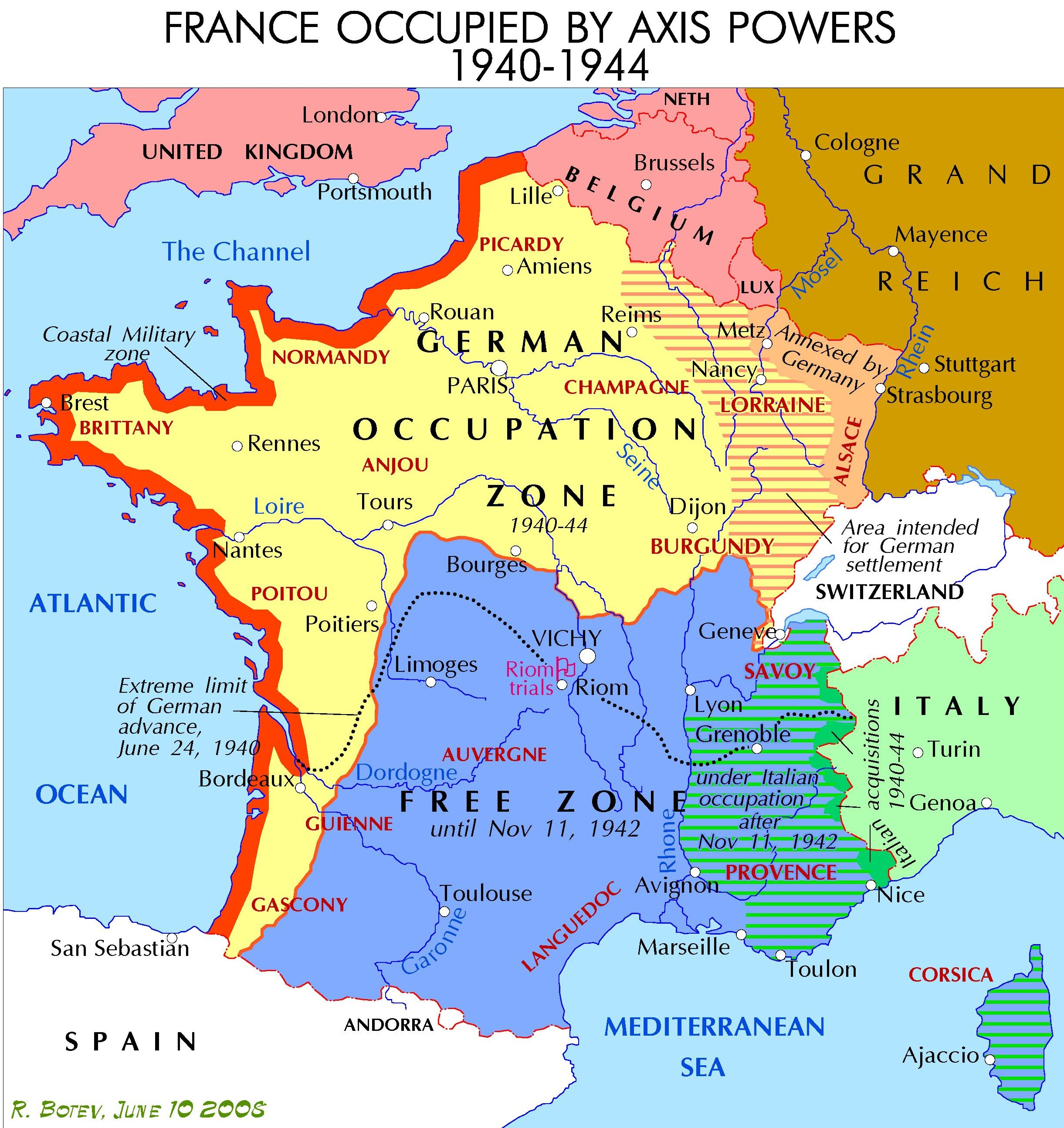
Vichistická Francie (modře)

### Stručná historie

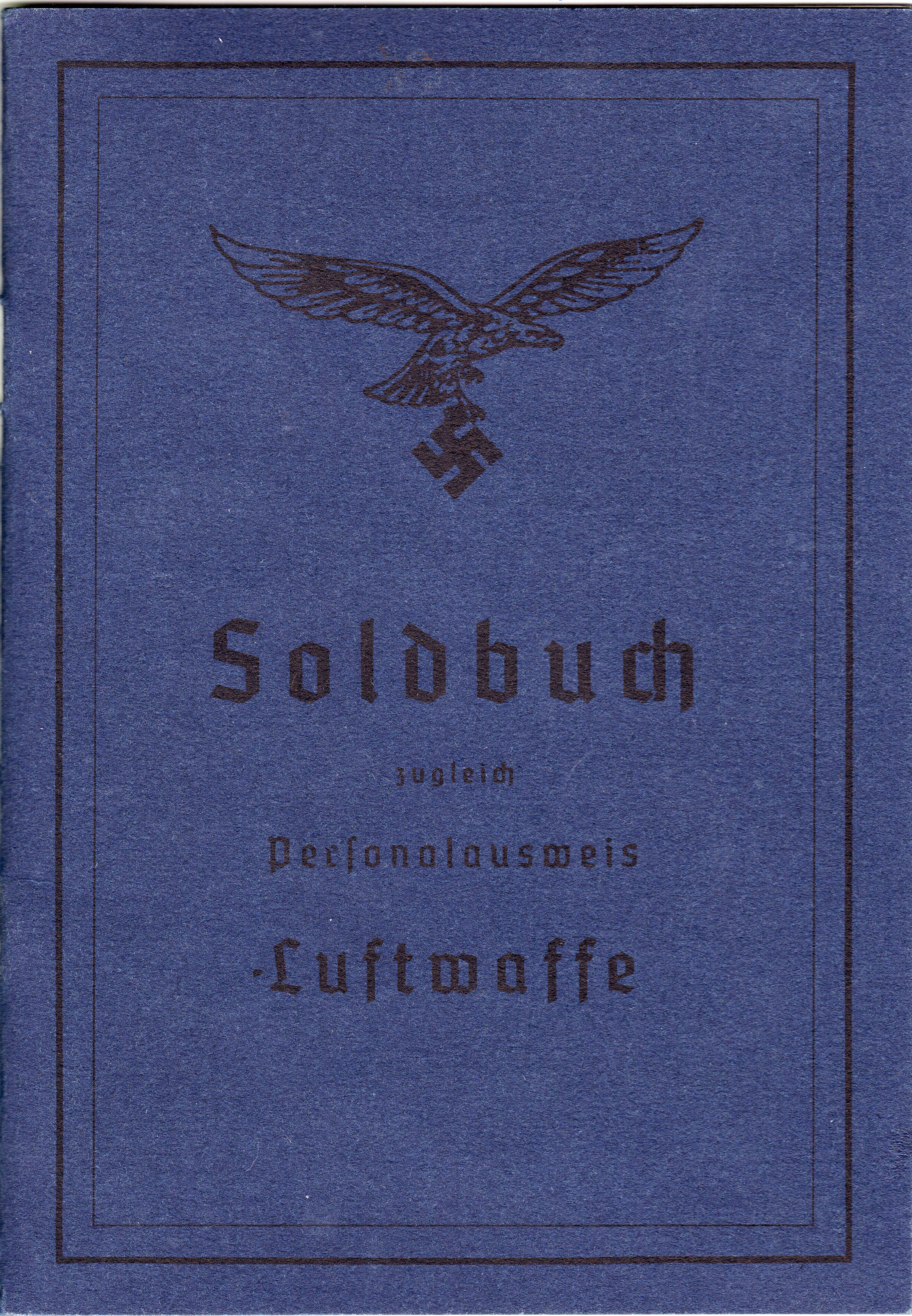
Vojenská knížka příslušníka personálu Luftwaffe

V letech 1939–1940 pomohla Luftwaffe celé německé armádě k úžasně rychlému a drtivému úspěchu v Polsku i při Invazi do Francie, ale neuspěla v Bitvě o Anglii, kdy nedokázala zničit RAF, což byla nutná podmínka pro spuštění plánované Operace Seelöwe – invaze do Anglie.
V následujících letech byla Luftwaffe vázána v bojích na východní frontě a posléze i nad vlastním Německem, kdy se zoufale snažila zastavit stále mohutnější nálety spojeneckých strategických bombardérů. V roce 1944 už byla natolik vyčerpaná, že se prakticky vůbec nedokázala prosadit nad vyloďovacími plážemi v Normandii a její sílu už nedokázalo dostatečně pozvednout ani rychlé a rozsáhlé zavedení proudových letounů, jako byl např. Messerschmitt Me 262 Schwalbe.

#### Velení Luftwaffe
Hermann Göring měl dvě hlavní funkce:
1. byl vrchním velitelem Luftwaffe
2. byl ministrem letectví

Vše, co se týkalo letectví, kontroloval pomocí dvou skupin:
1. tým pod taktovkou Erharda Milcha (státní tajemník pro letectví a generální inspektor Luftwaffe) měl na starosti především technickou stránku věci
2. tým vedl náčelník štábu Luftwaffe Hans Jeschonnek, který se staral o zpravodajství, výcvik, posádky a operační otázku

Jeschonnek spáchal po debaklu u Stalingradu sebevraždu, protože se musel vypořádat s neřešitelnými problémy – neměl kontrolu nad nákupem, zásobováním a jeho personálem. Všechny tyto funkce zastával Erhard Milch. Udet (2. nejúspěšnější pilot první světové války) zastával tuto funkci do roku 1941, kdy spáchal sebevraždu kvůli psychickému nátlaku ze strany Göringa (byl šéfem technického oddělení Luftwaffe). Právě Udet měl zásadní vliv na to, kam se bude odebírat konstrukce letadel. On přišel se střemhlavým bombardováním. Po tom, co Milch obdržel funkci zesnulého Udeta, začala organizace Luftwaffe váznout. Mezi těmito osobnostmi totiž panovala silná nechuť spolupráce.

#### Vnitřní struktura

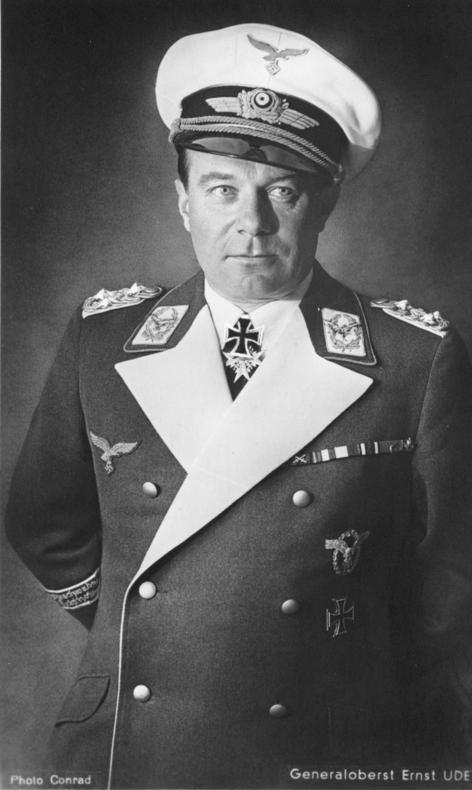
Ernst Udet

Základní taktickou jednotkou byla „Rotte“. Je to dvojice letadel, první letí velitel a za ním, kousek stranou s určitým převýšením jeho číslo, tzv. „Katschmarek“. Dalším stupněm byl „Schwarm“ (roj), skládal se ze dvou „Rotte“. Tři až čtyři Schwarmy tvořily jednu „Staffel“ (letka, 12–16 letadel), označuje se arabskými číslicemi. Tři nebo čtyři Staffel dohromady tvořily jednu „Gruppe“ (skupina). Ke každé Gruppe náleží ještě 3–4 štábní stroje, protože tato jednotka má svůj štáb. Označuje se římskými číslicemi a má 36–68 letadel. Spojením tří až čtyř Gruppe vznikla nejvyšší bojová jednotka „Geschwader“ (eskadra) – tato jednotka už může sídlit na více letištích, snahou ale je, aby nejmenší jednotka na letišti byla Gruppe.

##### Označení útvarů
- Stíhací – JG, Jagdgeschwader
- Noční stíhací – NJG, Nachtjagdgeschwader
- Těžká stíhací – ZG, Zerstörergeschwader
- Bombardovací – KG, Kampfgeschwader
- Střemhlavý bombardovací – StG, Sturzkampfgeschwader
- Bitevní – SG, Schlachtgeschwader
- Cvičný – LG, Lehrgeschwader (ale i cvičné útvary byly často nasazeny na frontě)
- Dopravní – TG, Transportgeschwader

Příklad: II./JG 135 – volně přeloženo – druhá Gruppe, 135. stíhací Geschwader.

##### Složení Gruppe
- Stab II./JG 135 – Štáb druhé Gruppe 135. Geschwader,
- 4./JG 135 – čtvrtá Staffel druhé Gruppe 135. Geschwader,
- 5./JG 135 – pátá Staffel druhé Gruppe 135. Geschwader,
- 6./JG 135 – šestá Staffel druhé Gruppe 135. Geschwader,

### Související články

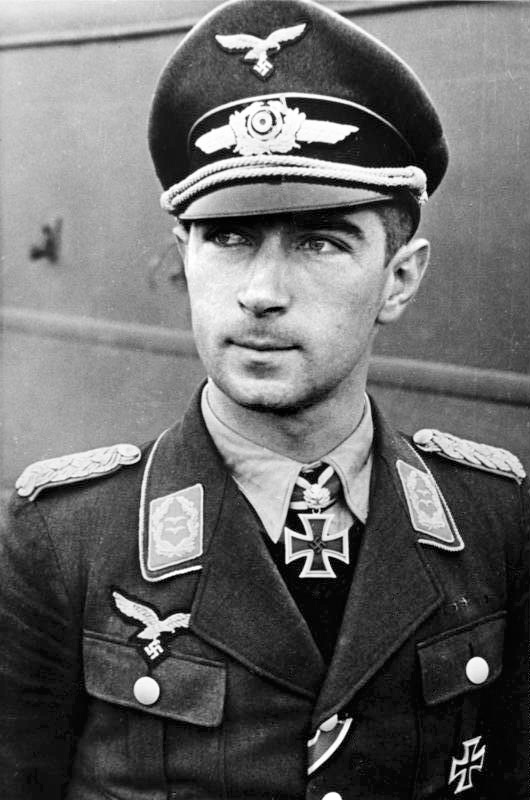
Stíhací eso Werner Mölders